# Anostomus anostomus
Anostomus anostomus es una especie de peces de la familia Anostomidae en el orden de los Characiformes.

## Morfología
Los machos pueden llegar alcanzar los 16 cm de longitud total.
No se aprecia un claro dimorfismo sexual, no obstante, las hembras presentan colores más apagados y suelen alcanzar mayores proporciones que los machos.

## Reproducción
Es ovíparo.

## Alimentación
Come gusanos, crustáceos, insectos y materia vegetal.

## Hábitat
Vive en zonas de clima tropical.entre 22 °C - 28 °C de temperatura.

## Parámetros fisicoquímicos para el agua en acuarios
Temperatura: 24-28 °C; dureza del agua: 8-12 ºdGH; pH 6,0 a 6,5.
El acuario debe tener buenas dimensiones, con capacidad para albergar 500 litros de agua. Plantas acuáticas, troncos de maderas, grava y otros materiales son una buena opción para recrear su hábitat natural.

## Distribución geográfica
Se encuentran en Sudamérica: Surinam y  cuencas de los ríos  Amazonas y Orinoco.